# Levi Strauss & Co.
Levi Strauss & Co. este o companie producătoare de îmbrăcăminte din Statele Unite.
Compania deține mărcile Levi's, Dockers și Signature.
Marca Dockers a devenit marca de îmbrăcăminte cu cea mai rapidă creștere la numai un an de la lansarea sa în 1986, și a contribuit la formarea segmentului de piață „business casual” care a avut un succes deosebit în anii '90.
Marca Signature a fost lansată în anul 2003 și a fost creată special pentru vânzări realizate prin lanțurile specializate în reduceri, cum ar fi Wal-Mart.
Compania a avut vânzări de 4 miliarde de dolari în anul 2003.
| Titlu melodie              | Artist            | Înregistrare originalǎ | Anul reclamei lui Levi's | Top UK | Top SUA |
| -------------------------- | ----------------- | ---------------------- | ------------------------ | ------ | ------- |
| "When a Man Loves a Woman" | Percy Sledge      | 1966                   | 1987                     | 2      |         |
| "Wonderful World"          | Sam Cooke         | 1960                   | 1986                     | 2      |         |
| "C'mon Everybody"          | Eddie Cochran     | 1958                   | 1988                     | 14     |         |
| "The Joker"                | Steve Miller Band | 1973                   | 1990                     | 1      |         |
| "Mad about the Boy"        | Dinah Washington  | 1952                   | 1992                     |        |         |
| "Inside"                   | Stiltskin         |                        | 1995                     | 1      |         |
| "Boombastic"               | Shaggy            |                        | 1995                     | 1      |         |
| "Spaceman"                 | Babylon Zoo       |                        | 1996                     | 1      |         |
| "Flat Beat"                | Mr. Oizo          |                        | 1999                     | 1      |         |